# СВВ (футбольний клуб)
Футбольний клуб «СВВ» (нід. Sportvereniging Schiedamse Voetbal Verenigingen) — нідерландський футбольний клуб з міста Східам. Клуб заснований у 1904 році, та виграв чемпіонат Нідерландів у 1949 році. У 1991 році професійна філія клубу СВВ об'єдналася з клубом «Дордрехт», а клуб СВВ продовжив виступи в аматорській лізі.

## Історія
Клуб був заснований у 1904 році як «Ексельсіор», а через два роки був перейменований на «Ворвартс». Коли клуб розпочав виступи в загальнонаціональних змаганнях, то змінив назву на СВВ. СВВ був народним клубом, і його гравці походили переважно з району міста Де Горзен.
У 1948 році СВВ виграв підвищення до Ерсте Класе, найвищого національного дивізіону на той час. У першому сезоні на цьому рівні клуб відразу виграв зональний турнір. Це дозволило клубу продовжити боротьбу з іншими переможцями груп за звання чемпіона країни. Вирішальний матч відбувся на стадіоні «Феєнорд» у Роттердамі 4 червня 1949 року. За присутності 69300 глядачів СВВ переміг клуб «Геренвен» з рахунком 3–1, та став чемпіоном країни з футболу 1948—1949 років.
Виграш чемпіонату залишився єдиним успіхом клубу. Коли в Нідерландах було запроваджено професійний футбол, СВВ став одним із клубів Ередивізі. Через два роки клуб вибув до Еерстедивізі, другого рівня футболу в Нідерландах. У 1962 році клуб опустився до дивізіону Твіддивізі, та підвищився назад у 1966 році. У 1969 році клуб виграв Еерстедивізі, та знову підвищився до Ередивізі. Головним тренером цієї команди був Рінус Госенс, який був гравцем, коли СВВ виграв титул чемпіона країни у 1949 році. Клуб знову вилетів лише після одного сезону в найвищій лізі, та провів наступні 19 сезонів в Еерстедивізі.

### На порозі банкрутства та злиття
У 1988 році СВВ майже збанкрутував, але місцевий продавець автомобілів Йон ван Дейк врятував клуб. Технічним директором став Вім Янсен, а головним тренером — Дік Адвокат. Клуб виграв Еерстедивізі в 1990 році, та здобув підвищення до Ередивізі. У рамках порятунку клубу ван Дейк придбав таких цінних гравців, як Йоп Гіле та Вінстон Богард. Оскільки стадіон у Східамі був визнаний невідповідним для ігор високого рівня, клуб проводив такі матчі на стадіоні «Феєнорд» у Роттердамі. Коли стадіон не вдалося відремонтувати, Ван Дейк вирішив об'єднати клуб СВВ з клубом «Дордрехт» із сусіднього міста. Новий клуб під назвою «СВВ/Дордрехт» продовжив виступати в Ередивізі. Домашнім стадіоном клубу був «Дордрехт '90» у Дордрехті. У 1992 році клуб змінив назву на «Дордрехт'90», а в 2002 році — на «Дордрехт».

### СВВ/СММ
Після злиття СВВ продовжував діяти як аматорський клуб. У 1997 році клуб СВВ злився з клубом СММ, та виступав під назвою СВВ/СММ. У 2012 році клубу повернули історичну назву.

## Титули і досягнення
- Чемпіон Нідерландів: 1948–1949
- Володар Суперкубка Нідерландів: 1949
- Переможець Еерстедивізі: 1968—1969, 1989—1990